# Ferdinand Dörfler (Regisseur)
Ferdinand Dörfler (* 18. Dezember 1903 in München; † 4. Juni 1965 ebenda) war ein deutscher Theaterschauspieler, Theaterregisseur, Theaterleiter, Filmregisseur, Filmproduzent und Drehbuchautor, der in den 1950er Jahren durch zahlreiche Heimatfilme bekannt wurde.

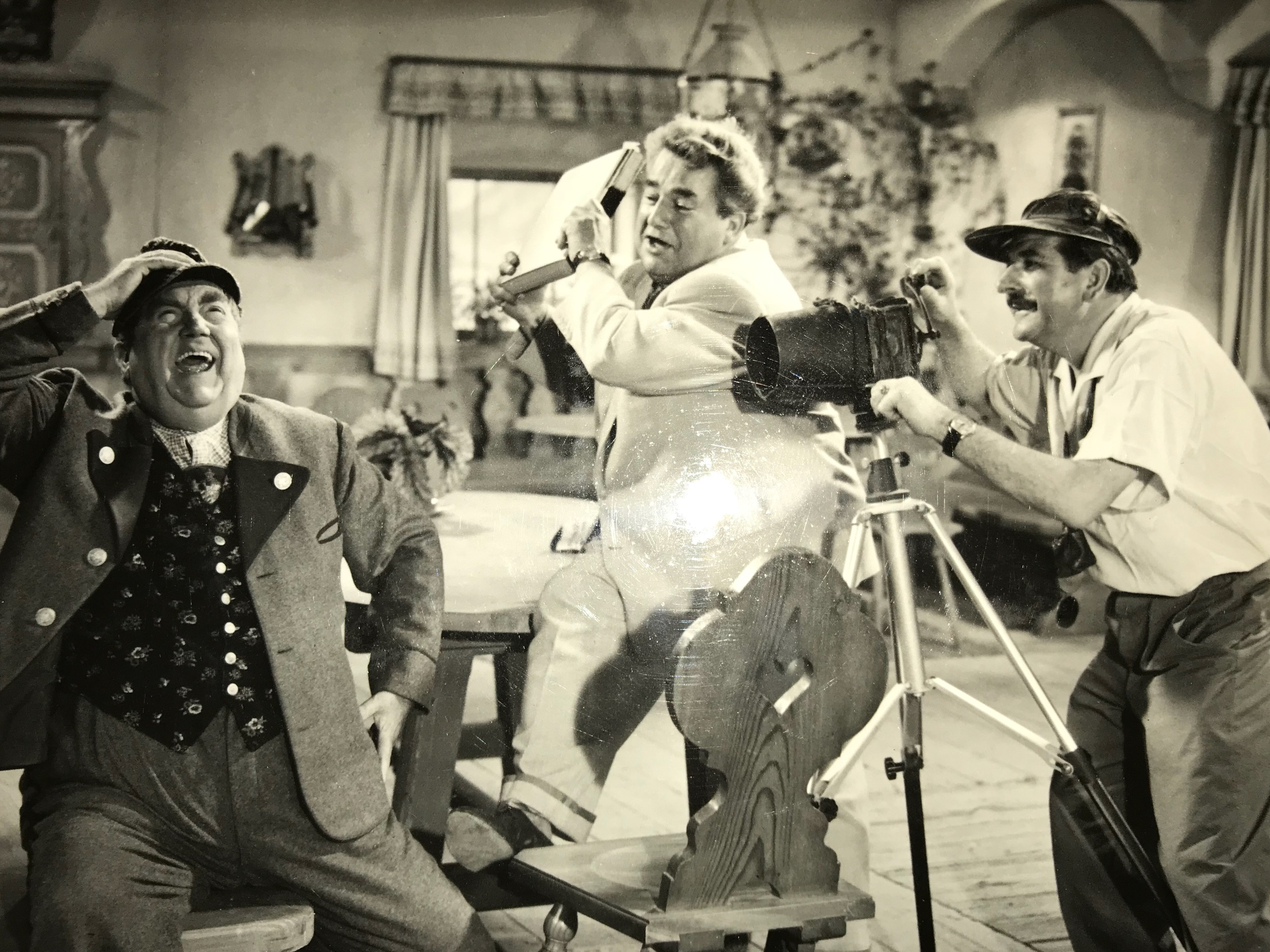
Ferdinand Dörfler (Mitte) bei Dreharbeiten.

## Leben
Er begann seine Theaterkarriere 1923 als Schauspieler und Tenor. Bis 1934 wirkte er in Wien als Regisseur. Dörfler war von 1934 bis 1938 Schauspieler, Pächter und Direktor des neuen 1903 in der Josephspitalstraße gegründeten Volkstheaters München. 1938 übernahm er die Leitung des Neuen Schauspielhauses in Wien.
In mehreren Filmen war er nicht nur als Regisseur, sondern entweder auch als Produzent oder als Autor tätig. Dörfler arbeitete mit bekannten Schauspielern wie Walter Giller, Viktor Staal und Maria Andergast zusammen. Er war Inhaber verschiedener Kinos, darunter der Atlantikpalast und die Filmburg in München und Gründer der Dörfler-Filmproduktion.
Verheiratet war er mit der Sängerin Lieselotte Dörfler. Aus dieser Ehe stammen die Kinder Susanne, Michael, Lieselotte und Johanna, letztere bekannt als die Schauspielerin Hanna Hutten.

## Filmografie (als Regisseur)
- 1940: Der rettende Engel
- 1949: Die drei Dorfheiligen (auch Autor)
- 1950: Alles für die Firma
- 1950: Die fidele Tankstelle
- 1951: Die Mitternachtsvenus (auch Produzent)
- 1951: Wildwest in Oberbayern / Das Texas-Dirndl (auch Produzent)
- 1952: Mönche, Mädchen und Panduren (auch Produzent)
- 1953: Die Nacht ohne Moral (auch Produzent)
- 1954: Das sündige Dorf (auch Produzent)
- 1955: Der doppelte Ehemann (auch Produzent)
- 1955: Der Frontgockel (auch Produzent)
- 1956: Die fröhliche Wallfahrt (auch Autor und Produzent)
- 1959: Besuch aus heiterem Himmel (auch Autor und Produzent)